# 龙场镇 (贞丰县)
龙场镇，是中华人民共和国贵州省黔西南布依族苗族自治州贞丰县下辖的一个乡镇级行政单位。

## 行政区划
龙场镇下辖以下地区：
龙场社区、龙场村、后海子村、上水桥村、对门山村、三河村、定塘村、围寨村、五里岗村、龙山村、坪坝村、新童村、龙河村和坡柳村。